# Vejove

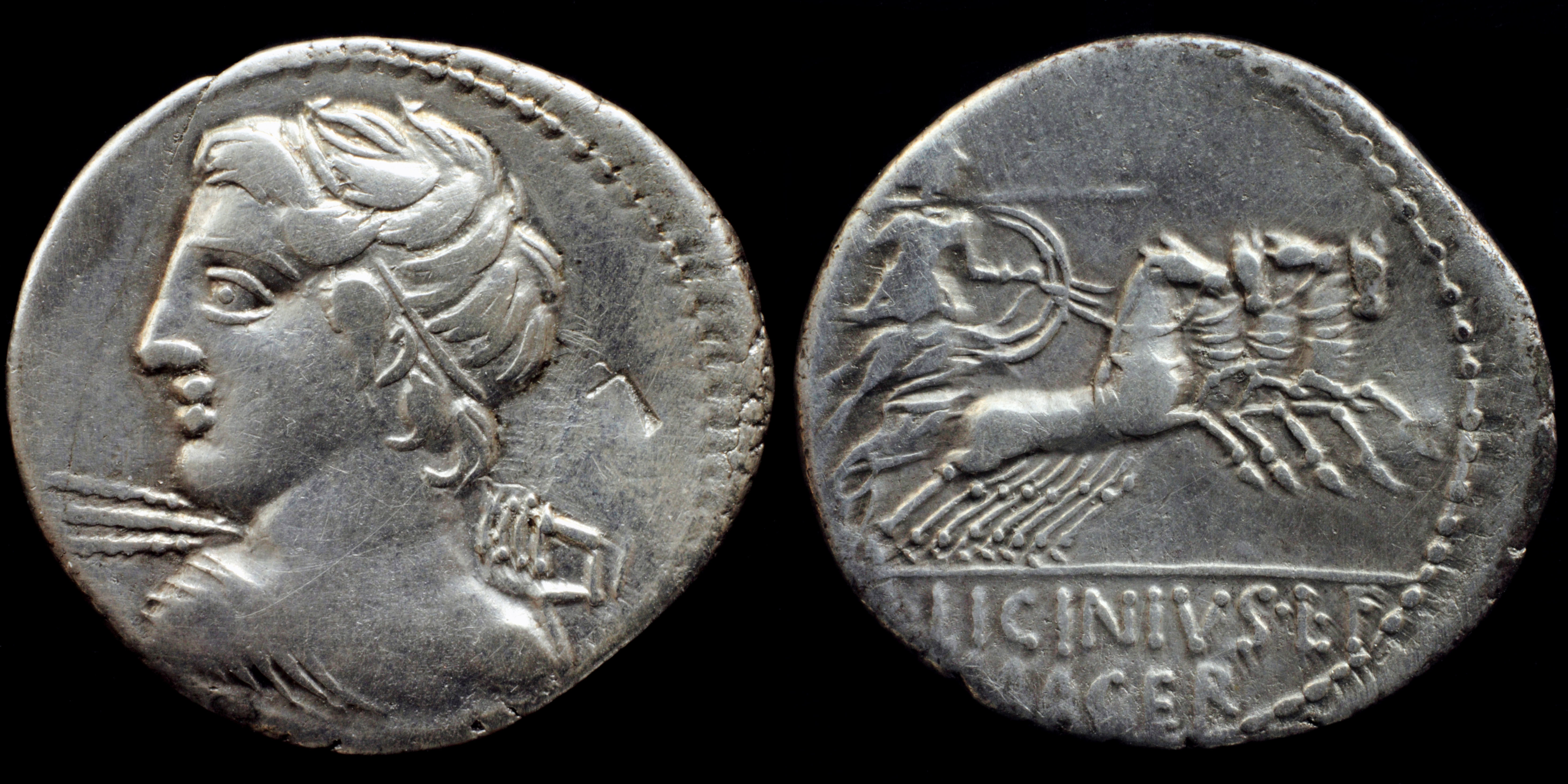
Denier frappé à Rome 84 av. J.-C. par C. Licinius. Avers : buste diadémé de Véjovis à gauche, vu de dos, lançant la foudre. Revers : Minerve en quadrige à droite avec javelot et bouclier.

Vediovis (en latin : Vejovis, Vejove) est un dieu sabin introduit par Titus Tatius, d'origine pré-indo-européenne et étrusque sous le nom de Veive, dieu de la revanche et de la guerre.
Étymologiquement et par syncrétisme, il est également considéré par les Romains comme l'« Anti‑Jupiter », pendant souterrain (parfois maléfique) du susnommé.

## Représentation
Vediovis apparaît à Rome en culte officiel en 192 av. J.-C. avec la construction d'un temple qui lui est dédié sur le Capitole. Zeus des enfers, il est opposé à Jupiter, dieu du ciel. 
Vediovis est le protecteur de l'Asylum, le bois sacré, refuge qui se trouvait au Campidoglio (inter duos lucos, c'est-à-dire « entre les deux bois sacrés »).
Vediovis est représenté avec un pilum (javelot) et une chèvre. Le pilum (faisant référence à Pilumnus) serait le symbole de la foudre et la chèvre  (référence à Fauno et Fauna) serait le symbole de la fécondité. 
Aulu-Gelle décrit la statue du culte dans le temple du Campidoglio, comme un dieu jeune, armé d'arc et de flèches près d'une chèvre qui lui avait été sacrifiée.
Maître des volcans, des marais et des tremblements de terre, de toutes les forces profondes et cachées, il représente aussi la face sombre de l'amour et d'Apollon. Considéré d'ailleurs comme un Apollon guérisseur, on le compara même à Pluton. 
Prince des révoltés et des insoumis, reconnaissable par ses colères et sa soif de lumière, ne s'avouant jamais vaincu, il appuie les rébellions contre l'injustice, les guerres contre l'oppression, les quêtes justes et désespérées en apportant force, volonté, énergie, intelligence et charisme. Le prix à payer est de le mettre en avant et de satisfaire sa soif de beauté et de reconnaissance. 
Deux temples lui sont dédiés dans le pomœrium, un autel lui est consacré à Albe la Longue ainsi qu'à Bovillae.
En l'an  194 av. J.-C. un sanctuaire dans la partie nord de l'île du Tibre lui est dédié.
On le fête sur la pente du Capitole le 7 mars, et sur l'île du Tibre le 1er janvier.
L'agonium du 21 mai lui était sûrement consacré.
Son nom principal est Vediovis, du nom gravé dans les temples qui lui sont consacrés, et tel qu'il est écrit dans le calendrier romain.